# Louis de Brouchoven de Bergeyck
Pour les articles homonymes, voir Brouchoven.
Le comte Louis Charles Joseph Marie de Brouchoven de Bergeyck, né le 14 mai 1871 à Anvers et mort le 20 décembre 1938 à Anvers, est un homme politique belge. Il est le fils de Florimond de Brouchoven de Bergeyck.

## Famille
Avec sa femme comtesse Marie-Louise Moretus Plantin (1873-1926), il a eu 13 enfants dont :
- +René de Brouchoven de Bergeyck, b. 28 avril 1895, tué au champ de bataille à Zomergem, d. 31 octobre 1918.
- +Elisabeth de Brouchoven de Bergeyck, b. 22 avril 1896, Anvers, d. 26 janvier 1946, Anvers.
- +Benoit de Brouchoven de Bergeyck de Namur d'Elzée, b. 5 février 1897, Anvers, d. 14 novembre 1956, Dhuy.
- +Ludovic de Brouchoven de Bergeyck, b. 15 mai 1900, Aartselaar, d. 19 juillet 1985, Namur.
- +Paul de Brouchoven de Bergeyck, b. 20 novembre 1901, Anvers, d. 7 novembre 1985, Anvers.
- +Étienne de Brouchoven de Bergeyck, b. 26 mars 1903, Anvers, d. 16 juillet 1903, Beveren.
- +Geneviève de Brouchoven de Bergeyck, b. 2 octobre 1904, Aartselaar, d. 12 septembre 1947, Monte Video.
- +Hélène de Brouchoven de Bergeyck, b. 28 avril 1906, Anvers, d. 14 décembre 1987, Edegem.
- +Xavier de Brouchoven de Bergeyck, b. 15 novembre 1908, Anvers, d. 20 novembre 1964, Bruxelles3.
- +Albert de Brouchoven de Bergeyck, b. 11 May 1910, Aartselaar.
- +Madeleine de Brouchoven de Bergeyck, b. 5 février 1912, Anvers, fut mariée au baron Harold della Faille de Leverghem (1908-1994).
  - Alix della Faille de Leverghem, mariée au comte Philippe de Lannoy (1922-2012) sont les beaux-parents de Prince Guillaume
- +Marie-Louise de Brouchoven de Bergeyck, b. 16 Jun 1913, Oelegem.
- +Fernande de Brouchoven de Bergeyck, b. 7 janvier 1916, Anvers, d. 9 juillet 1937, Lourdes.

## Fonctions et mandats
- Gouverneur de la Province d'Anvers : 1907-1908
- Membre de la Chambre des représentants de Belgique : 1908-1912
- Membre du Sénat belge : 1918-1936
- Grand officier de l'ordre de Léopold

## Distinctions
- Grand officier de l'ordre d'Orange-Nassau

## Sources
- P. Van Molle, Het Belgisch Parlement, 1894 - 1972, Antwerpen, 1972.
- Gabriel Willems & Richard Willems, Cortewalle, Bornem, 2000.
- Steve Heylen, Bart De Nil, Bart D’Hondt, Sophie Gyselinck, Hanne Van Herck en Donald Weber, Geschiedenis van de provincie Antwerpen. Een politieke biografie, Antwerpen, Provinciebestuur Antwerpen, 2005.

- Ressource relative à plusieurs domaines :   - ODIS